# Trypanosoma congolense
Trypanosoma congolense és una espècie protozou excavat de la classe dels cinetoplàstids. És el major patogen responsable de la malaltia de nagana en bestiar i altres animals com camells, gossos, cavalls i ratolins de laboratori. El paràsit es dispersa per mitjà de la mosca tsé-tsé, ja que és capaç de desenvolupar-se dins l'intestí anterior d'aquesta. La mosca pica i inocula els microorganismes infectius dins l'hoste. En hostes mamífers només viu en vasos sanguinis i causa en concret anèmia.